# Певање уз ројење пчела
Певање уз ројење пчела је обичај певања обредних песама у време када се роје или маме пчеле. Циљ овог обичаја је хватања пчела у кошницу — трмку. Током извођење песме пчеле се прскају водом, а посебна пажња се посвећује матици, којој се обраћа са уважавањем у настојању да се обезбеде њен улазак у кошницу.
Обичај певања уз ројење пчела се налази на листи нематеријалног културног наслеђа Србије.

## Појава ројења у пчелињим друштвима
Суштину живота пчелињег друштва своди се на убрзани пролећни развој, чији циљ је максимално јачање заједнице, како би се што боље искористиле ране медоносне биљке ради гомилања великих резерви хране. Тиме се већ у почетку активне сезоне стварају услови за ројење, чиме је новом друштву обезбеђено довољно времена за изградњу станишта. Појава нагона за ројење једна је од природних особина пчела, борба за опстанак и продужење врсте.
Међутим, природно ројење је проблем у пчеларењу, јер се током природног ројења ствара велика несразмера између броја младих пчела и броја ћелија са младим ларвама које оне треба да хране, као и мањак простора у кошницама. Зато део пчела напушта кошницу. Уколико се ројење не спречи, или се пчеле не сакупе у другу кошницу, где ће формирати ново друштво, рој ће одлетети.
Зато је и обичај певања уз ројење пчела везан за пролеће, односно период од Ђурђевдана до августа месеца.

## Порекло обичаја
Песме које се певају уз ројење пчела спадају у обредне народне песме. У некима од ових песама још се осећа присуство старе словенске културе, када је магија представљала главни елемент религије.
Гајење пчела је једно од занимања у оквиру сеоског домаћинства. То је посао који захтева велико умеће. Да би приликом ројења безбедно увео пчеле у кошницу, домаћин је тихо певушио песму Купи рој буба. Корисна је за доживљавање дужег нотног трајања.

## Распрострањеност обичаја
Купи рој, буба
Купи рој буба, купи рој блага,

Сад ће киша буба, сад ће киша блага.

Купи рој, мата, купи рој буба.
Доста игра буба,

Доста игра, блага,

Доста игра, мата,

своју кућу. буба,

своју кућу. блага,

своју кућу. мата.

Певање уз ројење пчела обичај је који се задржао у српским селима централног дела Косова и Метохије. Део је културног наслеђа породица које се баве пчеларством.

## Пчеле у обичајима Срба
У памћењу подунавских Срба, али и у југоисточној Србији и данас су остале песме које певају о томе како су их пчеле спасле од Великог потопа. Према том предању, када је Потоп почео, ројеви пчела кренули су ка врховима планина, а свако ко је кренуо за њима спасио се. Зато није случајно што се у српској народној традицији веома поштују пчеле. Приликом састављања својих родослова, Срби броје своје претке до шеснаестог колена, а на крају тог низа (најдаљи прапреци који се рачунају) налазе се бели орао и бела пчела.